# Toyota Auris
De Toyota Auris is een automodel van Toyota in de compacte middenklasse. Het model werd geïntroduceerd in 2007 waarbij het voor de Nederlandse markt de drie- en vijfdeurs hatchback en stationwagen van de Toyota Corolla verving. Een sedan carrosserievorm werd wel geleverd, de Toyota Corolla E15. De introductie van de tweede generatie bracht een stationwagen model terug in de modellenreeks. In 2018 keerde de Toyota Corolla terug in Nederland en verving wederom de modelnaam. Op andere markten werd de Toyota Corolla ononderbroken verkocht, zoals in Noord-Amerika. De naam 'Auris' is een afleiding van het Latijnse woord voor 'goud'.
De Toyota Auris kent sinds de introductie van de elfde generatie van de Toyota Corolla in 2018 twee generaties. Het model kent verschillende zustermodellen: de Scion iM en Toyota Blade.

## 1e generatie (E15)

### Ontwerp en introductie
Op de Mondial de l'Automobile 2006 werd de Auris Space Concept conceptauto getoond. Het model is ontworpen door de Franse designstudio ED2 Design Centre (Toyota Europe Design Development), gelegen in Sophia Antipolis. De luchtweerstandcoëfficiënt bedraagt Cd = 0,29. Op 5 december 2006 wordt op de Bologna Motor Show de Toyota Auris aan het publiek gepresenteerd. De auto is 4,22 meter lang, 1,76 breed en 1,515 meter hoog. De auto kan in totaal 761 liter bagage kwijt (wanneer de achterbank is ingeklapt). De 1.3-versie weegt 1195 kilogram, het zwaarste model weegt 1380 kilogram. De auto heeft negen airbags. Bij een EuroNCAP-test kreeg de Auris vijf sterren. Voor het ontwerp van de auto werd een radicaal andere volgorde gevolgd. Eerst werd het interieur ontworpen en de rest van de auto daar omheen, waar dat doorgaans andersom is. De Auris staat op het New MC platform, net als de derde generatie RAV4 en Avensis. 

Toyota Auris Space
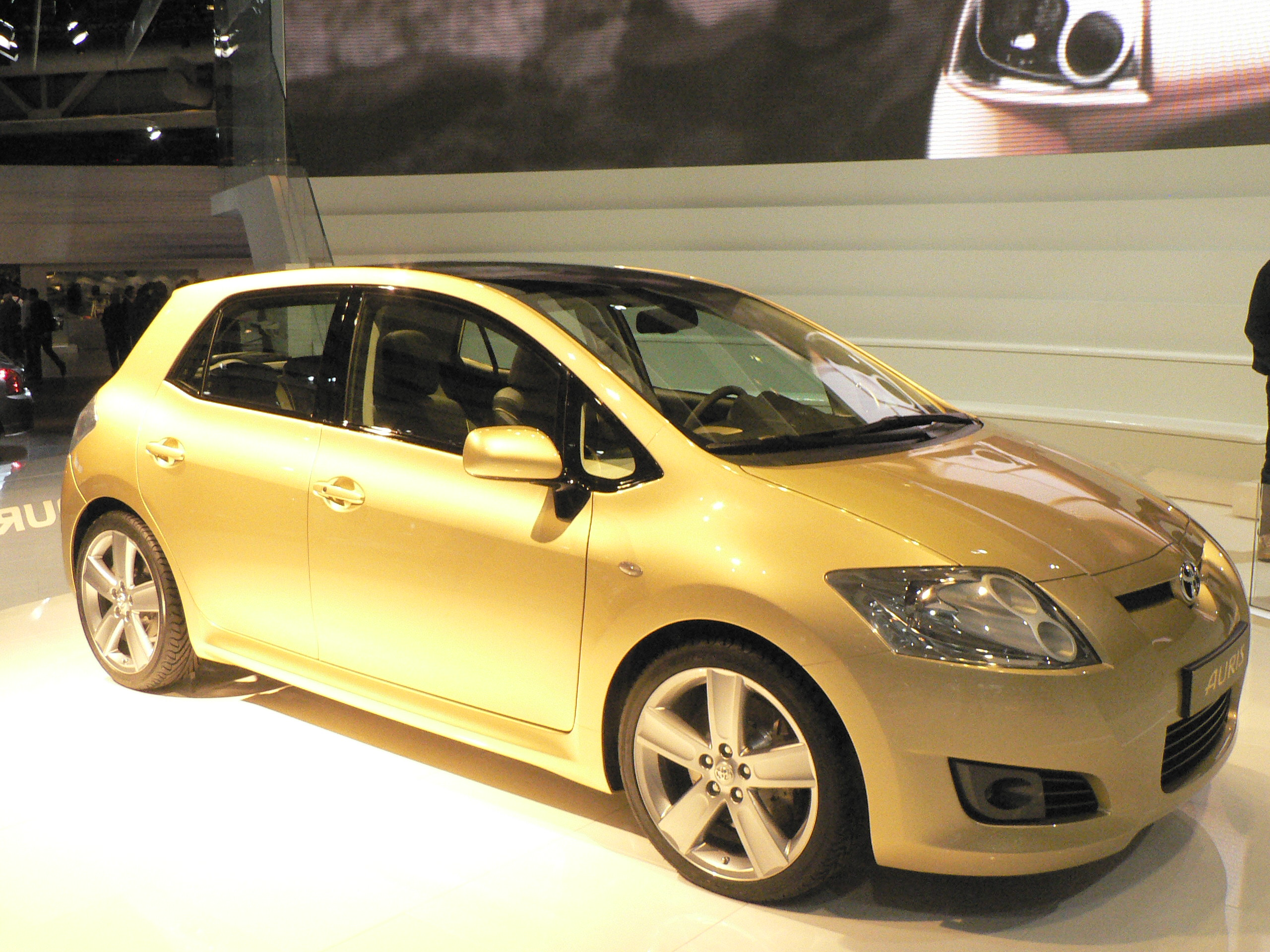
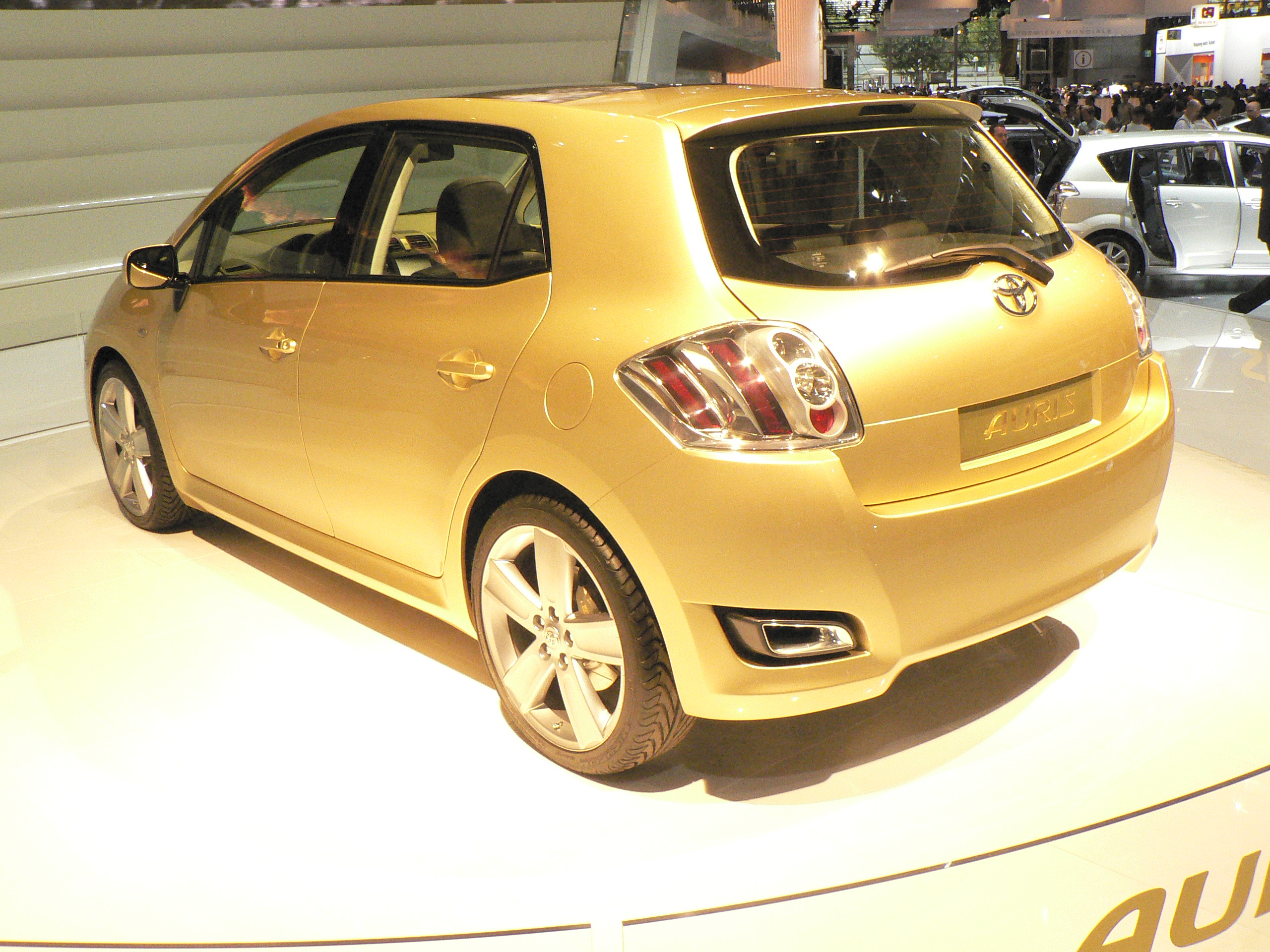

### Productie
Productie van de Europese Auris vond plaats in zowel Groot-Brittannië - Toyota Manufacturing United Kingdom (TMUK) - als in Turkije - Toyota Motor Manufacturing Turkey (TMMT). TMUK produceerde ongeveer twee derde deel van de totale productie. TMMT produceerde zowel driedeurs als vijfdeurs hatchbacks. TMUK produceerde uitsluitend vijfdeurs hatchback.

### Aandrijving
Alle Europese Toyota Auris modellen beschikken over voorwielaandrijving en hebben een dwarsgeplaatste viercilinder lijnmotor voorin liggen.

#### Motoren
De Auris was aanvankelijk leverbaar met twee benzine- en drie dieselmotoren.
| Brandstof | Motorcode | Slagvolume | Vermogen                        | Koppel                                                          | Topsnelheid | 0-100 tijd                  | Opmerkingen |
| --------- | --------- | ---------- | ------------------------------- | --------------------------------------------------------------- | ----------- | --------------------------- | ----------- |
| benzine   | 4ZZ-FE    | 1,398 cc   | 97 pk of 71 kW bij 6,000 tpm    | 130 Nm bij 4,400 tpm                                            | 170 km/h    | 13 sec                      | tot 2009    |
| benzine   | 1ZR-FE    | 1,598 cc   | 124 pk of 91 kW bij 6,000 tpm   | 157 Nm bij 5,200 tpm                                            | 190 km/h    | M/T: 10,4 sec M/M: 12,1 sec |             |
| diesel    | 1ND-TV    | 1,364 cc   | 90 pk of 66 kW bij 3,800 tpm    | 190 Nm bij 1,800-3,000 tpm                                      | 175 km/h    | M/T: 12 sec M/M: 14,7 sec   |             |
| diesel    | 1AD-FTV   | 1,998 cc   | 126 pk bij 93 kW bij 3,600 tpm  | CCo: 300 Nm bij 2,000-2,800 tpm DPF: 300 Nm bij 1,800-2,400 tpm | 195 km/h    | 10,3 sec                    |             |
| diesel    | 2AD-FHV   | 2,231 cc   | 177 pk bij 130 kW bij 3,600 tpm | 400 Nm bij 2,000-2,600 tpm                                      | 210 km/h    | 8,1 sec                     |             |

1.4 en 1.6 liter VVT-i benzinemotoren en 1.4, 2.0 en 2.2 liter D4D dieselmotor. In 2009 werd de 1.4 liter benzinemotor vervangen door een nieuwe 1.3l motor van 101 pk. Ook de dieselmotoren werden enigszins aangepast om ze zuiniger en milieuvriendelijker te maken en alle modellen werden standaard met een 6-versnellingsbak geleverd.
De sportieve versie van de Auris was de GT180 die is uitgerust met de 2.2 liter D4D D-CAT dieselmotor en onder andere voorzien is van een verlaagd onderstel.

### Facelift en introductie hybride

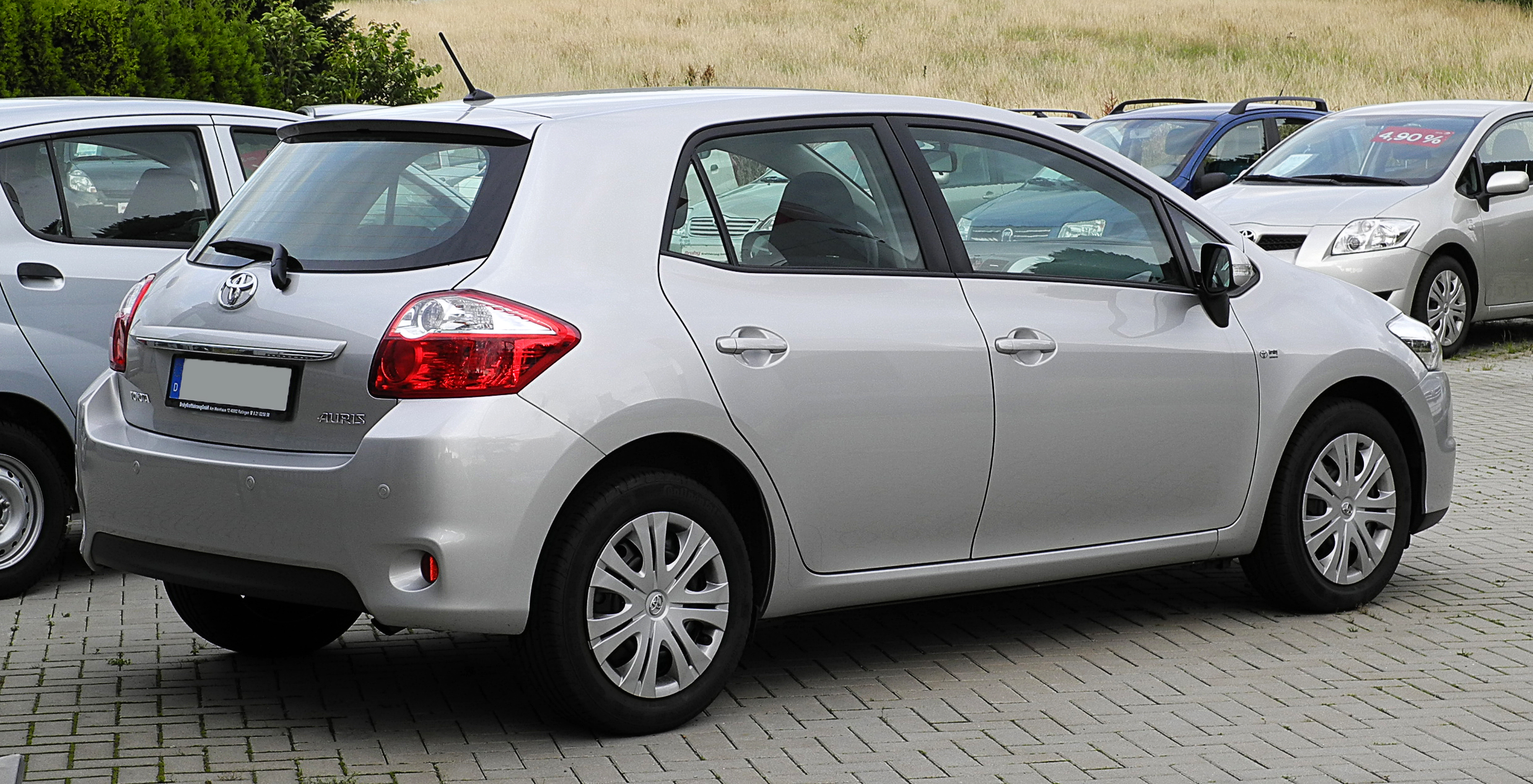
Toyota Auris Facelift (2010)

In 2010 onderging de Auris een facelift. De Auris werd uiterlijk licht gewijzigd. De opvallendste wijziging was het toevoegen van knipperlichten in de zijspiegels. De 2.2 liter dieselmotor moest het veld ruimen en daarmee ook de GT180.

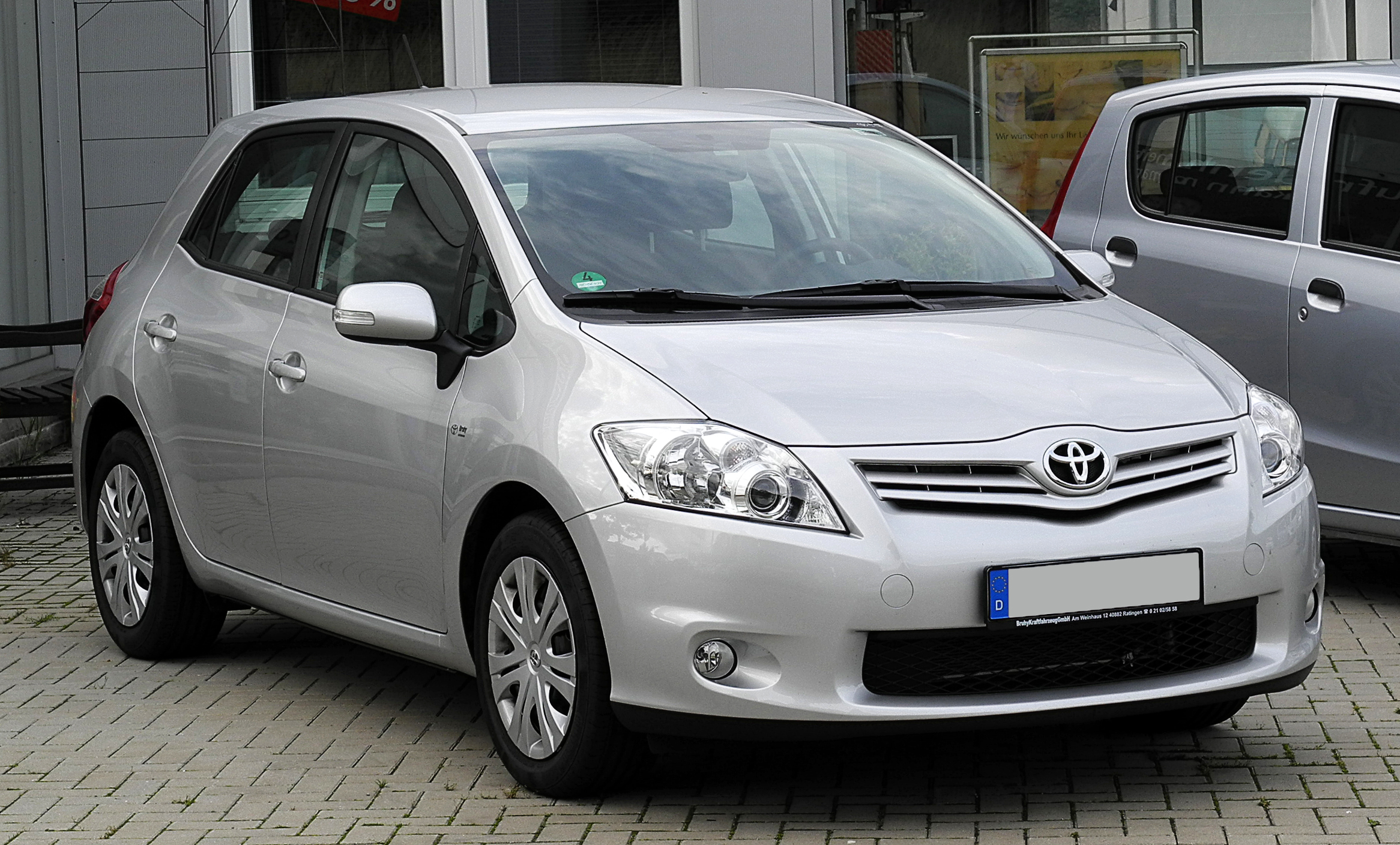
Toyota Auris Facelift (2010)

Ook werd een hybride versie van de Auris geïntroduceerd. Deze is uitgerust met dezelfde 1.8 liter benzinemotor die ook in de Toyota Prius zit. Om de hybride nog iets zuiniger te maken is de aerodynamica van de auto op sommige plaatsen aangepast. Zo heeft de hybride Auris een andere grill en staat hij iets lager op de wielen. De hybride Auris is alleen leverbaar als 5-deurs model.

### Uitvoeringen

#### Toyota Auris TUMI
In februari 2007 werd in samenwerking met het Amerikaanse designer tassenmerk de TUMI-uitvoering geïntroduceerd. Deze uitvoering werd beperkt tot 1000 stuks. De bekleding van de voor- en achterstoelen, vloermatten en kofferbakmat zijn voorzien van rood-zwarte bekleding. Daarnaast zijn de schakelpookknop, instrumentarium en kofferklep voorzien van een TUMI-logo. De instaplijsten zijn roodverlicht met een TUMI-logo. Bij aankoop van een TUMI-uitvoering leverde TUMI bijpassende tassen en koffers. De meerprijs voor deze exclusieve uitvoering bedroeg 157,500 yen.

#### Toyota Auris TRD
De Auris TRD (Toyota Racing Development) is een tot een oplage van 200 stuks beperkte uitvoering, welke alleen leverbaar was in Zuid-Afrika. De TRD-uitvoering is gebaseerd op de lokale Auris SportX-uitvoering. De Auris TRD beschikt over dezelfde 1.6 liter 1ZR-FAE benzinemotor, en is uitgerust met een supercharger. Hierdoor stijgen het vermogen met 36% - van 97 kW naar 133 kW - en koppel met 27% - van 160 Nm naar 203 Nm. Alle TRD-uitvoeringen beschikken over een aangepaste carrosserie met andere voor- en achterbumper, getinte achter- en zijruiten, een aangepast Sportivo-sportonderstel met 35 mm verlaging, een torsiestang en een TRD-logo op de kofferklep.

#### Toyota Auris Kompressor black & white
In 2011 werd voor de Zwitserse markt de gelimiteerde 'Kompressor black & white'-uitvoering beschikbaar. Als basis werd de Auris met 1,8 liter 2ZR-FAE benzinemotor gebruikt, en werd deze voorzien van een supercharger. Hierdoor steeg het vermogen van 147 pk naar 240 pk en het koppel naar 278 Nm bij 5790 tpm. De topsnelheid is elektronisch begrensd tot 200 km/h. De nul-naar-honderdtijd bedraagt 6,8 seconden. Voor deze uitvoering waren twee kleuren leverbaar: Pure White en Night Sky Black (meerprijs van 590 CHF). Daarnaast werd het chassis en onderstel aangepast, tweezone klimaatregeling, 7,0J x 17 inch velgen met 225/45 R 17 banden, dakspoiler met geïntegreerd remlicht en aangepaste achterbumper. Deze uitvoering kon uitgebreid met een spoilerpakket en 19 inch velgen. De totaalprijs van een Toyota Auris Kompressor black & white kwam neer op 39,900 CHF (Pure White) of 40,490 CHF (Night Sky Black).

#### Toyota Auris Kompressor K2
Voor de Zwitserse markt ontwikkelde Toyota Zwitserland in samenwerking met Bemani Motorenbau een tot een oplage van 80 stuks beperkte uitvoering. Deze uitvoering is gebaseerd op de Auris S met 1.8 liter 2ZR-FAE benzinemotor, en voor de Kompressor K2-uitvoering voorzien van een supercharger. Hierdoor stijgen het vermogen met 63% - van 147 pk naar 240 pk - en koppel van 180 Nm naar 278 Nm bij 5790 tpm. Naast de supercharger is de motor voorzien van een intercooler, aangepast motormanagement, Bemani chroomstalen uitlaat met twee eindstukken, H&R-sportveren voor een verlaging van 40 mm, achterspoiler op de kofferklep, aangepaste voorbumper, 18 inch lichtmetalen met 225/40/18 Continental-banden, xenon-koplampen, verlichte instaplijsten, tweezone klimaatregeling, navigatiesysteem met aanraakscherm en stoelen met gedeeltelijk alcantara en lederen bekleding. De K2-uitvoering werd verkocht voor 41,900 CHF.

### Autosport

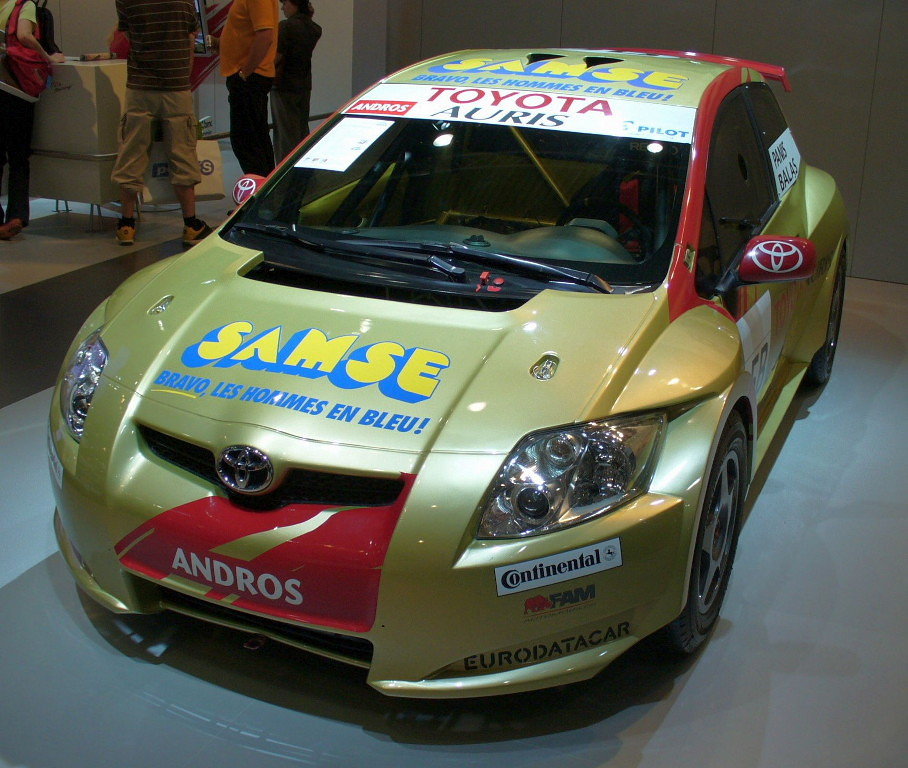
Toyota Auris Trophée Andros

## 2e generatie (E18)
Eind 2012 werd de 2e generatie Auris gelanceerd. Het uiterlijk werd flink aangepast, het nieuwe familiegezicht van Toyota is goed zichtbaar. Ook in het interieur zijn er grote wijzigingen.

### Hatchback

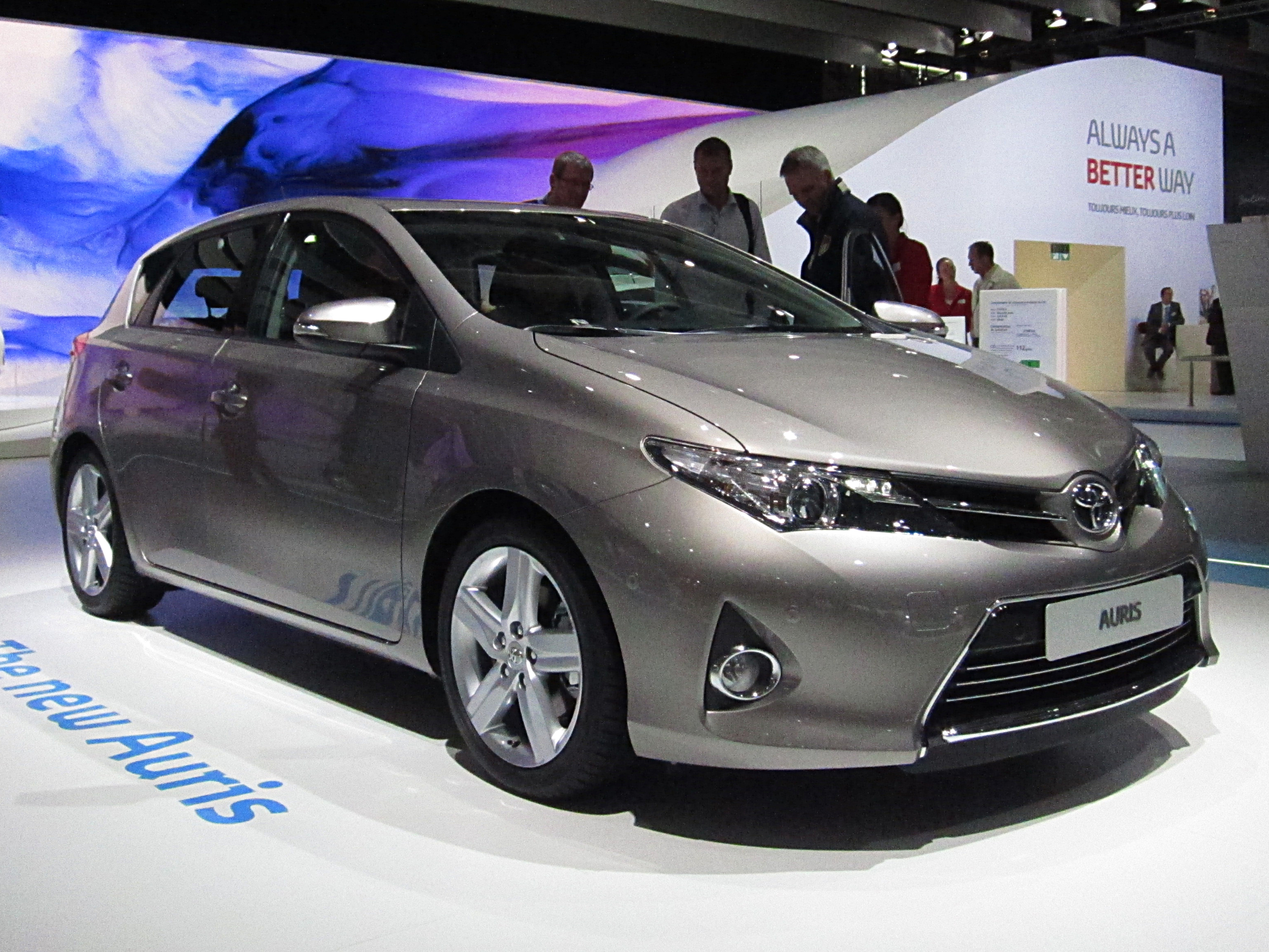
Toyota Auris E18 op de Mondial de l'Automobile in 2012

De 2e generatie Auris was aanvankelijk alleen als 5-deurs hatchback te verkrijgen. De auto is 4.275 mm lang, 1.760 mm breed en 1.460 mm hoog. Motoren zijn de 1.3 l. en 1.6 l. VVT-i motoren en 1.4 l. en 2.0 l. D4D-F dieselmotoren. Daarnaast is de Auris leverbaar als Hybride met een 1.8 l. benzinemotor.

### Stationwagon

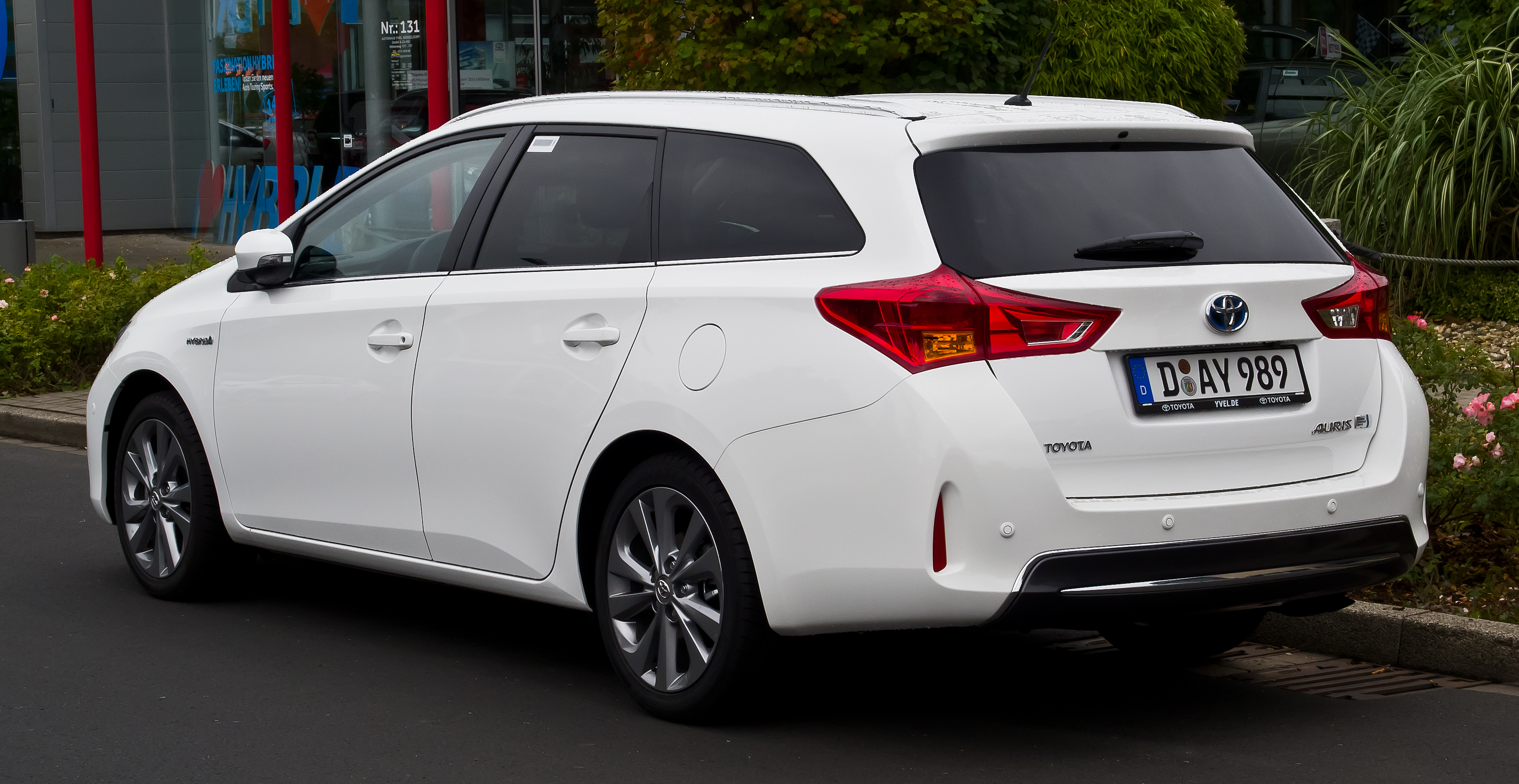
Toyota Auris Touring Sports Hybrid

Vanaf juli 2013 is er ook een stationwagon leverbaar: de "Touring Sports". Deze is leverbaar met dezelfde motoren als de hatchback en eveneens ook als hybride en voor het eerst met optie voor een trekhaak bij alle typen motoren.

## Ierland
De Toyota Auris kon op de Ierse markt geleverd worden als Toyota Auris Van, en is gebaseerd op de hatchback carrosserievorm. In deze modellen is geen achterbank aanwezig en is deze vervangen voor een vlakke laadvloer die doorloopt tot aan de kofferbak. De carrosserie van de Toyota Auris Van E15 is gebaseerd op de driedeurs hatchback, de Auris Van E18 beschikt over alle portieren. Deze portieren zijn volledig bruikbaar. Het laadvermogen van de Toyota Auris Van E18 is 575 kg, en is daarmee 12% groter dan de standaard variant. Dit model kon alleen worden uitgerust met de 1,4 liter 1ND-TV D-4D dieselmotor (afhankelijk van uitvoering met of zonder intercooler) en een handgeschakelde zesversnellingsbak.

## Taiwan
De elfde generatie Toyota Corolla werd op de Taiwanese markt aanvankelijk verkocht als Toyota Auris (E21). In juli 2020 veranderde de naam voor deze markt naar Toyota Corolla. Het model wordt verkocht in twee optieniveaus: als instapversie (Monarch) of topmodel. Aan de instapversie werden ten tijde van de naamsverandering mistverlichting voor toegevoegd.

## Verkopen
In 2012 was de Toyota Auris/Corolla met 872.774 verkochte exemplaren de op een na best verkochte auto wereldwijd volgens Onderzoeksbureau Polk. Toyota beweert zelf echter ruim 1,16 miljoen exemplaren te hebben verkocht in 2012, hiermee zou het wereldwijd de best verkochte auto van 2012 zijn.
Personenauto's (leverbaar): Aygo · bZ4X · Camry · Corolla · C-HR · Highlander · Land Cruiser · Mirai · Prius · RAV4 · (GR) Supra · Yaris · Yaris Cross

Bedrijfswagens: Hilux · Proace

Niet meer leverbaar: 1000 · 2000GT · 4Runner · Auris · Avensis · Avensis Verso · Carina · Celica · Corolla Verso · Corona · Cressida · Crown · Dyna · FunCruiser · GT86 · Hiace · iQ · LiteAce · MR2 · Paseo · Picnic · Previa · Starlet · Tercel · Urban Cruiser · Verso · Verso-S · Yaris Verso